# مانتل
مانتل (به آلمانی: Mantel) یک شهر در آلمان است که در Neustadt an der Waldnaab واقع شده‌است.